# Fort Sam Houston
Fort Sam Houston è una base dell'esercito degli Stati Uniti a San Antonio in Texas.

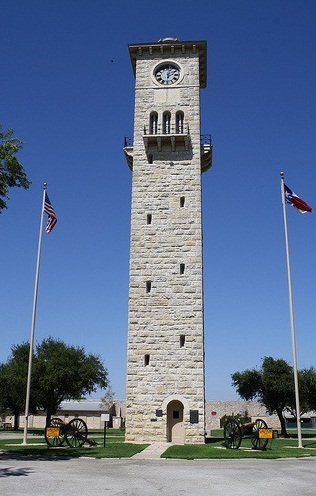
La torre dell'orologio

È chiamato colloquialmente "Fort Sam", ed è intitolata al senatore degli Stati Uniti Sam Houston, governatore del Texas, e primo presidente della Repubblica del Texas. Costruito tra il 1876 e il 1880, e nel 1886 fu realizzato l'ospedale militare e da allora è conosciuto come Home of Army Medicine.
È quartier generale per United States Army North (ex Quinta armata degli Stati Uniti), United States Army South (che ha incorporato la Sesta armata degli Stati Uniti dal 2008).
È sede dell'U.S. Army Medical Command (MEDCOM), del U.S. Army Medical Department (AMEDD), Fifth Recruiting Brigade, Navy Regional Recruiting e del Medical Education and Training Campus (METC). 
Il 1º ottobre 2010 Fort Sam Houston si è unito alle basi Lackland e Randolph Air Force per creare la Joint Base San Antonio, sotto l'amministrazione Air Force.

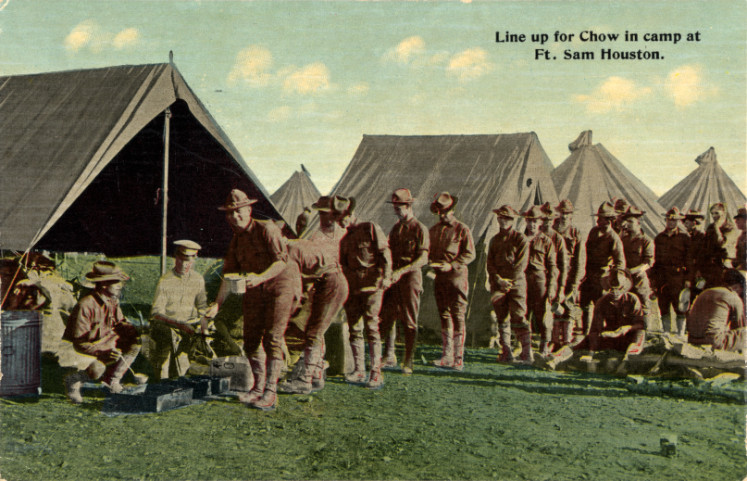
In fila per il rancio a Fort Sam Houston nei primi del '900